# Michel Cantacuzène
Pour les articles homonymes, voir Michel Cantacuzène Chaïtanoglou.
Michel Cantacuzène (1264-1316) a été le premier epitropos (gouverneur ou procurateur) de la province byzantine de la Morée, un poste qu'il occupe de 1308 jusqu'à sa mort en 1316.
Jusqu'en 1308, les gouverneurs de Morée étaient désignés chaque année, conduisant des gouverneurs corrompus à essayer de retirer le maximum de profit pendant la courte durée de leur mandat. L'empereur byzantin Andronic II Paléologue met fin à cette pratique en nommant à vie Michel Cantacuzène. Ce dernier apporte une stabilisation économique dans la province. À sa mort Andronic Asen, beau-frère de l'empereur, lui succède.
Le fils de Michel, Jean Cantacuzène sera co-empereur byzantin de 1347 à 1354